# Stenogrammitis boivinii
Stenogrammitis boivinii är en stensöteväxtart som först beskrevs av Georg Heinrich Mettenius och Oskar Kuhn, och fick sitt nu gällande namn av Paulo Henrique Labiak. Stenogrammitis boivinii ingår i släktet Stenogrammitis och familjen Polypodiaceae. Inga underarter finns listade.